# Himalphalangium suzukii
Himalphalangium suzukii is een hooiwagen uit de familie echte hooiwagens (Phalangiidae).